# Listă de comune din județul Hunedoara
Această listă de comune din județul Hunedoara cuprinde toate cele 55 comune din județul Hunedoara în ordine alfabetică.

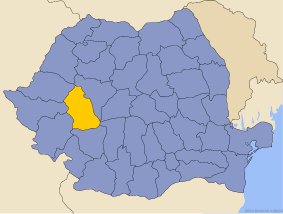
Judeţul Hunedoara

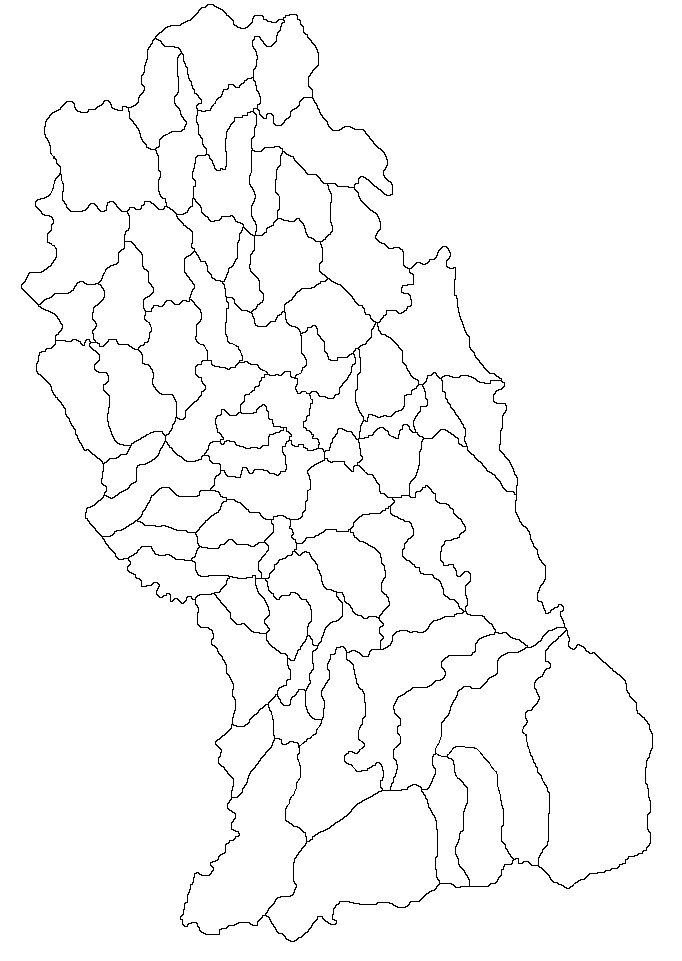
Harta judeţului cu împărţirea administrativ-teritorială pe comune

1. Baia de Criș
2. Balșa
3. Bănița
4. Baru
5. Băcia
6. Băița
7. Bătrâna
8. Beriu
9. Blăjeni
10. Boșorod
11. Brănișca
12. Bretea Română
13. Buceș
14. Bucureșci
15. Bulzeștii de Sus
16. Bunila
17. Burjuc
18. Cerbăl
19. Certeju de Sus
20. Cârjiți
21. Crișcior
22. Densuș
23. Dobra
24. General Berthelot
25. Ghelari
26. Gurasada
27. Hărău
28. Ilia
29. Lăpugiu de Jos
30. Lelese
31. Lunca Cernii de Jos
32. Luncoiu de Jos
33. Mărtinești
34. Orăștioara de Sus
35. Pestișu Mic
36. Pui
37. Rapoltu Mare
38. Răchitova
39. Ribița
40. Râu de Mori
41. Romos
42. Sarmizegetusa
43. Sălașu de Sus
44. Sântămăria-Orlea
45. Șoimuș
46. Teliucu Inferior
47. Tomești
48. Toplița
49. Totești
50. Turdaș
51. Vața de Jos
52. Vălișoara
53. Vețel
54. Vorța
55. Zam